# George F. Simmons
George Finlay Simmons (1925 – Colorado Springs, 6 de agosto de 2019) foi um matemático estadunidense que atuou nas áreas de topologia e análise clássica e é amplamente conhecido por seus livros didáticos de matemática universitária. 
Foi conhecido como autor de livros-texto de matemática universitária. Seu livro mais conhecido, Introduction to Topology and Modern Analysis, é um clássico, tendo sido traduzido para diversos idiomas. Simmons obteve seu doutorado na Universidade Yale em 1957. Faleceu em 6 de agosto de 2019 aos 94 anos de idade.

## Publicações
- Introduction to Topology and Modern Analysis (1963)
- Differential Equations with Application and Historical Notes (1972)
- Precalculus Mathematics in a Nutshell (1981)
- Calculus with Analytic Geometry (1985)
- Calculus Gems: Brief Lives and Memorable Mathematics (1992)